# Аялон (річка)
Аяло́н (івр. נחל איילון) — річка в Ізраїлі, тече з півдня на північ, влітку пересихає. Хоча нині Аялон дуже здрібнів, ще на початку XX століття він розливався до весни, доходячи до кордонів німецької колонії — поселення темплерів, тобто заливаючи сьогоднішній проспект Менахем Бегін. Зараз на місці поселення темплерів розташована армійська база Кір'я і торгово-рекреаційний парк Сарона.
На схід від Тель-Авіва Аялон протікає територією нового парку Арієля Шарона, створеного на колишньому сміттєзвалищі Хірія.

## Географія
Довжина русла — 50 км, площа водозбірного басейну — 815 км2. Витоки лежать на західному схилі Юдейських гір, між мошавами Шо́реш і Неве́-Іла́н. Тече через околиці Лода, Аялонську долину. Впадає в річку Яркон за 1,5 км до впадіння Яркона в Середземне море; зливаються дві річки в Тель-Авіві.

## Назви

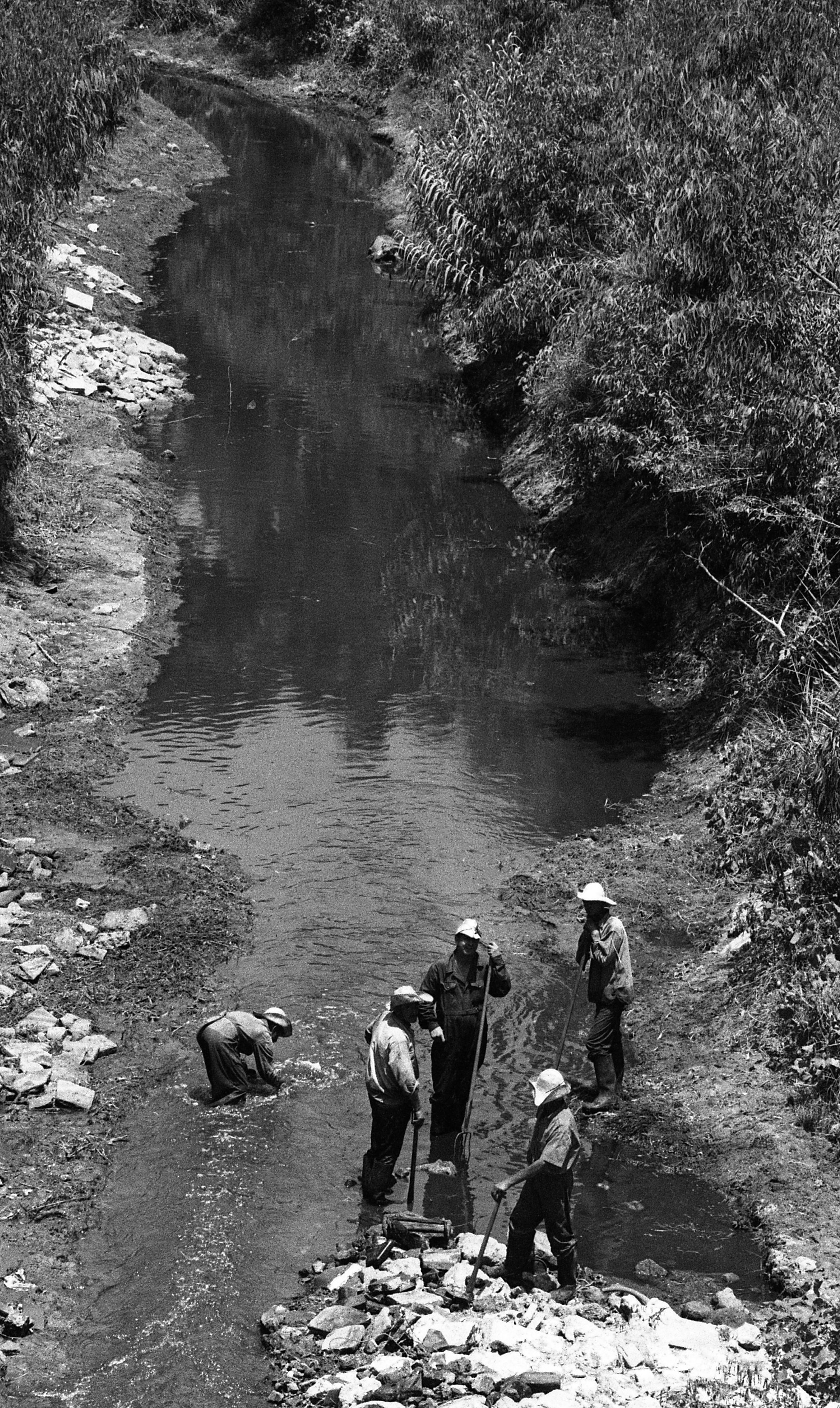
Очищення Масрари (Аялону), 1969

Арабська назва — Ваді аль-Масрара (араб. وادي المصرارة). Раніше ця назва була офіційною. Єврейська назва походить від головного міста коліна Дан — Аялона, від якого отримала ім'я й сама долина. Аялон був головним містом коліна Дан, до того, як філістимляни витіснили це плем'я, змусивши його переселитися на північ, в район сучасної Кір'ят-Шмони. Назва Аялон зустрічається як у Танаху, так і в давніх дипломатичних документах — табличках Аль Амарни. В останніх йдеться про кордон між хетською і єгипетською державами. З Аялоном пов'язане зупинення сонця Ісусом Навином: «Стань, сонце, в Ґів'оні, а ти, місяцю, ув айялонській долині!» (Нав 10:12). Скинувши ханаанеян з Юдейських гір, він гнав їх через Саронську долину і переслідував до Аялона.

## Шосе Аялон
На значній ділянці перед злиттям з річкою Яркон русло річки Аялон збігається з шосе 20 — «шосе Аялон», за яким, від перехрестя Жаботинскі до злиття з річкою Яркон, проходить муніципальна межа між Тель-Авівом і Рамат-Ганом. На цьому відрізку річка укладена в бетонне русло між тими смугами дороги, що ведуть на північ, і тими, що ведуть на південь.